# Либертарианская партия Австралии
Либертарианская партия Австралии была основана 5 ноября 2020 года. Она была создана на основе платформы Рабочей партии 1975 года, продолжая наследие антиэтатистских, антивоенных и прорыночных идеалов. По состоянию на 2021 год партия не зарегистрирована ни в избирательной комиссии штата, ни в федеральной избирательной комиссии.
Первая небольшая австралийская политическая партия с таким же названием участвовала в федеральных выборах 1983 года. Она была образована в 1977 году в результате раскола в Рабочей партии из-за принятия нового названия «Партия прогресса». Первоначально отделение в Южной Австралии сохраняло название «Рабочая партия» до 1980 года, когда оно сменило название на Либертарианскую партию.
«Основополагающий принцип» Либертарианской партии, как указано на ее сайте, гласит: «Ни одно лицо или группа лиц не имеет права инициировать применение силы, мошенничество или агрессию против другого лица или группы лиц».